# Eckart van Hooven
Eckart van Hooven (* 11. Dezember 1925 in Hamburg; † 28. Dezember 2010 ebenda) war ein deutscher Bankmanager und Politiker.

## Werdegang
Nach Kriegsdienst und Jurastudium begann van Hooven 1955 bei der Norddeutschen Bank, einem der Teilinstitute der Deutschen Bank. Er brachte es dort bis zum Mitglied des Vorstands, dem er von 1972 bis 1991 angehörte. Er war einer der Väter des Eurocheque-Systems. Nach seinem Ausscheiden aus dem Vorstand war van Hooven noch bis 1996 Mitglied des Beraterkreises der Bank.
Von 1974 bis 1985 war er im Präsidium des Wirtschaftsrates der CDU. Bei der Bürgerschaftswahl in Hamburg im November 1986 gehörte er der Regierungsmannschaft von Hartmut Perschau an und war für den Fall einer Regierungsübernahme durch die CDU als Wirtschaftssenator vorgesehen. Dies scheiterte jedoch an den „Hamburger Verhältnissen“, die eine Neuwahl im Mai 1987 nötig machten.
1994 kandidierte er erfolglos für den Bundestag.